# ساختمان شماره ۱ هلال احمر
ساختمان شماره ۱ هلال احمر یک منطقهٔ مسکونی در ایران است که در دهستان مازول واقع شده‌است. ساختمان شماره ۱ هلال احمر ۳۵ نفر جمعیت دارد.